# Ole Distribution
Ole Distribution es una empresa de entretenimiento estadounidense que se encarga de distribuir varios canales de televisión por suscripción básicos y prémium en toda América y el Caríbe, la cual inició sus operaciones el 4 de mayo de 2020.

## Historia
Desde 1995, Ole Distribution ha hecho muchas alianzas estratégicas con diversas programadoras para llevar a toda Iberoamérica y el Caribe una oferta de canales para el servicio de televisión básico y televisión prémium, lo que les permitió a lo largo de los años consolidarse dentro del mercado de la televisión paga de toda América Latina y El Caribe, se encarga de distribuir los canales de televisión básica a los operadores de cable; todas las señales son los miembros de LAMAC (Latin American Multichannel Advertising Council).
El 4 de mayo de 2020, WarnerMedia completó la compra de HBO Ole Partners y HBO Brasil Partners en toda América Latina y el Caríbe y se lanzó junto a Ole Communications la nueva distribuidora de Canales Ole Distribution. Como parte del acuerdo, Ole Distribution es una empresa formada entre Ole Communications y WarnerMedia, asume el negocio de distribución de los canales de televisión básicos en toda América Latina de habla hispana, anteriormente operado por HBO Ole Distribution, una compañía del Grupo HBO Latin America.
En enero de 2022, Ole anuncia el lanzamiento del canal de animación Dreamworks Channel en América Latina, el cual inicia transmisiones en marzo del mismo año. En abril, se realiza el lanzamiento de Sony Movies, canal enfoncado en las producciones de Sony Pictures.
El 1 de julio de 2022, Movistar TV en Perú, retiró las señales de Ole Distribution.
En enero de 2023, Ole deja de distribuir la señal Warner Channel, pasando a ser distribuido directamente por Warner Bros. Discovery. Olé desde 1995 era inicialmente la encargada de su distribución y operación, hasta 2011, cuando pasa a solo encargarse de su distribución, ya que se encuentra operado y distribuido por Warner Bros. Discovery. desde Buenos Aires, Argentina. 
La empresa es dirigida por el expresidente de Turner Broadcating System América Latina, Juan Carlos Urdaneta, la nueva compañía distribuye los canales de televisión básicos, canales de televisión prémium y plataformas digitales.

## Canales de televisión

#### Sony Pictures Entertainment Television Networks Latin America
- Sony Channel: Desde 1995 el primer canal básico del grupo.
- AXN: Desde 1999.
- Sony Movies: Desde 1 de abril de 2022.

#### A+E Networks Latin America
- A&E: Desde 1996.
- History: Desde 2000.
- History 2: Desde 2014.
- Lifetime: Desde 2014.

#### Ole Communications
- IVC: Desde 2015 (excepto México y Brasil).
- 1 Baseball Network: Desde 2024 (excepto México y Brasil)

#### NBCUniversal International Networks Latin America
- Universal TV: Desde el 1 de julio de 2015 (excepto Brasil).
- Universal+: Desde el 2 de diciembre de 2021 (excepto Brasil).
- Studio Universal: Desde el 1 de julio de 2015 (excepto Brasil).
- USA: Desde el 1 de octubre del 2023 (excepto Brasil).
- E!: Desde 1997.
- Telemundo Internacional: Desde 2014 (excepto México y Brasil).
- DreamWorks Channel: Desde 1 de abril de 2022 (excepto Brasil).[16]
- CNBC: Desde 1 de julio de 2022 (excepto Brasil).